# Юновка
Юновка (укр. Юнівка) — село в Затурцевской сельской общине Владимирского района Волынской области Украины.
Код КОАТУУ — 0722482406. Население по переписи 2001 года составляет 216 человек. Почтовый индекс — 45523. Телефонный код — 3374. Занимает площадь 84 км².

## История
В 1946 году указом ПВС УССР село Юнговка переименовано в Юновку.
До 2020 года входило в Локачинский район.